# Rolando Cepeda
Rolando Cepeda Abreu (Sancti Spíritus, 19 marzo 1989) è un pallavolista cubano, opposto del Bursa BB.

## Carriera

### Club
La carriera di Rolando Cepeda inizia nella formazione provinciale di Sancti Spíritus, con la quale prende parte ai tornei amatoriali cubani.
Nella stagione 2015-16 ottiene il permesso dal governo cubano per giocare all'estero, firmando in Grecia col PAOK, aggiudicandosi lo scudetto e venendo premiato come miglior giocatore del torneo.
Torna in campo poco dopo l'inizio della stagione 2018-19, quando viene ingaggiato dalla formazione di Efeler Ligi turca dell'İnegöl, che lascia nella stagione seguente, quando approda in Kuwait con il Kuwait SC. Fa quindi ritorno nella massima divisione turca per il campionato 2020-21, firmando per il Sorgun. Dopo un'altra annata al Kuwait SC e una di inattività, è nuovamente di scena in Efeler Ligi, disputando la stagione 2023-24 con il Develi e quella seguente con il Bursa BB.

### Nazionale
Fa parte della nazionale cubana under 19 vincitrice della medaglia di bronzo al campionato nordamericano 2006, dove viene premiato come miglior servizio, riconoscimento bissato un anno dopo al campionato mondiale.
Dopo aver fatto parte della nazionale under 21 vincitrice della medaglia d'oro al campionato nordamericano 2008, dove viene premiato come MVP e miglior attaccante, e di quella d'argento al campionato mondiale 2009, sempre nel 2009 riceve le prime convocazioni in nazionale maggiore, vincendo la medaglia d'oro al campionato nordamericano e quella d'argento alla Grand Champions Cup, seguita da altri due argenti campionato mondiale 2010 e ai XVI Giochi panamericani, prima del bronzo alla World League 2012.
Col ritiro dalla nazionale del pari ruolo Fernando Hernández riceve maggiore spazio, vincendo la medaglia di bronzo al campionato nordamericano 2013, dove viene premiato come miglior realizzatore; un anno dopo si aggiudica l'oro alla Coppa panamericana, dove viene anche premiato come MVP, e ai XXII Giochi centramericani e caraibici, seguiti da un bronzo alla NORCECA Champions Cup 2015 e un argento al campionato nordamericano 2015, dove viene premiato come miglior opposto.
Il 3 luglio 2016, mentre si trova con la nazionale in Finlandia per il girone di World League, viene arrestato, come altri tre connazionali il giorno precedente, a cui si aggiungono altri due compagni di squadra con l'accusa di violenza sessuale; i sei restano in carcere nella nazione scandinava e durante questo periodo Cepeda vede cancellato il suo contratto per il campionato 2016-17 coi gli OK Rush & Cash, in Corea del Sud, prima di essere condannato a cinque anni di reclusione per stupro aggravato. Nel giugno 2017, dopo aver ricevuto uno sconto della pena, il suo periodo di incarcerazione viene ridotto a due anni e mezzo, ulteriormente ridotto nei mesi successivi.

## Palmarès

### Club
- Campionato greco: 1

2015-16

### Nazionale (competizioni minori)
- Campionato nordamericano under 19 2006
- Campionato nordamericano under 21 2008
- Campionato mondiale under 21 2009
- Giochi panamericani 2011
- Coppa Panamericana 2014
- Giochi centramericani e caraibici 2014
- NORCECA Champions Cup 2015

### Premi individuali
- 2006 - Campionato nordamericano under 19: Miglior servizio
- 2007 - Campionato mondiale under 19: Miglior servizio
- 2008 - Campionato nordamericano under 21: MVP
- 2008 - Campionato nordamericano under 21: Miglior attaccante
- 2013 - Campionato nordamericano: Miglior realizzatore
- 2014 - Coppa panamericana: MVP
- 2015 - Campionato nordamericano: Miglior opposto
- 2016 - Volley League: MVP
- 2016 - Qualificazioni ai Giochi della XXXI Olimpiade: MVP
- 2016 - Qualificazioni ai Giochi della XXXI Olimpiade: Miglior realizzatore
- 2016 - Qualificazioni ai Giochi della XXXI Olimpiade: Miglior servizio
- 2016 - Qualificazioni ai Giochi della XXXI Olimpiade: Miglior opposto